# AUF Gelsenkirchen
AUF Gelsenkirchen ist eine Wählergruppe aus Gelsenkirchen in Nordrhein-Westfalen. Die Abkürzung steht für Alternativ, Unabhängig, Fortschrittlich. Sie bezeichnet sich selbst als ein überparteiliches Personenwahlbündnis, dient allerdings Mitgliedern der Marxistisch-Leninistischen Partei Deutschlands als Wahlplattform. Sie wurde vor den Kommunalwahlen in Nordrhein-Westfalen 1999 gegründet.

## Zusammenarbeit mit anderen Parteien
Die Wählergruppe gehört zur Strategie der Marxistisch-Leninistischen Partei Deutschlands, ihre kommunalpolitischen Aktivitäten zu verstärken. Die Wählergruppe erreichte bei den Kommunalwahlen 1999 und 2004 jeweils 2 Mandate im Stadtrat. Eines davon hatte Monika Gärtner-Engel, Frau von Stefan Engel und wie er Mitglied im Zentralkomitee der MLPD.
Die MLPD wird vom Bundesamt für Verfassungsschutz als linksextremistisch und maoistisch-stalinistisch eingestuft. Sie hat ihren Sitz in Gelsenkirchen.
Im Rat der Stadt Gelsenkirchen bildete die Wählergruppe eine Fraktion mit Die Linke.PDS, ebenfalls 2 Mitglieder. Die Fraktion wurde drei Monate vor der Kommunalwahl am 30. Juni 2009 aufgelöst. 2009 büßte die Gruppe eines ihrer zwei Mandate ein, konnte jedoch 2014 und 2020 das verbliebene Mandat halten. Seit 2014 gehört die Gruppe mit ihrem Einzelmandat keiner Fraktion an.

## Parlamentarische Repräsentanz
Kandidatin der Wählergruppe für das Oberbürgermeister-Amt von Gelsenkirchen war 2004, 2009 und 2014 Monika Gärtner-Engel.
| Wahl | Stadtrat | Stadtrat | Stadtrat | Oberbürgermeister | Oberbürgermeister |
| Wahl | Wähler   | %        | Sitze    | Kandidatin        | %                 |
| ---- | -------- | -------- | -------- | ----------------- | ----------------- |
| 1999 |          | 2,4 %    | 2 von 66 |                   |                   |
| 2004 | 2.887    | 3,0 %    | 2 von 66 | Gärtner-Engel     | 2,3 %             |
| 2009 |          | 1,7 %    | 1 von 66 | Gärtner-Engel     | 1,2 %             |
| 2014 |          | 1,4 %    | 1 von 66 | Gärtner-Engel     | 1,7 %             |
| 2020 |          | 1,2 %    | 1 von 88 | keine Kandidatur  | −                 |

## Belege
1. ↑  Vorstand. AUF Gelsenkirschen, abgerufen am 1. Juli 2021.
2. ↑  Bundesamt für Verfassungsschutz: 3. „Marxistisch-Leninistische Partei Deutschlands“ (MLPD). (PDF) In: www.verfassungsschutz.de BfV. Bundesministerium des Innern, 15. Mai 2008, S. 161f, archiviert vom Original am 20. September 2008; abgerufen am 2. April 2009: „Im Mittelpunkt der Aktivitäten der maoistisch-stalinistischen MLPD standen Veranstaltungen zu ihrem 25-jährigen Bestehen. … Im Bereich des Linksextremismus agiert die MLPD weiterhin isoliert. Zwar beteiligte sie sich an Demonstrationen dieses Spektrums, bewertete diese allerdings stets als nicht radikal genug.“